# Maksimirstadion
Maksimir is een stadion in de Kroatische hoofdstad Zagreb. De naam is afgeleid van de wijk Maksimir. Het is het thuisstadion van de voetbalclub Dinamo Zagreb.
Het stadion werd geopend op 5 mei 1912. Gedurende de decennia is het stadion vaak vernieuwd, in 1997 was er een grootse vernieuwing toen het aantal stoelen vergroot werd tot 40.000. Vele Kroatische nationale voetbalteams spelen in het stadion, dit stadion concurreert met het Poljudstadion waar ook vele belangrijke wedstrijden zich afspelen.
Er zijn plannen om het bezoekerscapaciteit tot 60.000 te verhogen, en om een dak te bouwen. Echter, bij gebrek aan geld ging dit niet door.
Dit veranderde in 2006 toen er nieuwe plannen werden gemaakt door het Duitse bedrijf Alpine. Deze zal het stadion 15 jaar lang overnemen en zal €150 miljoen investeren in vernieuwingen. Verwacht is dat de renovaties in 2010 afgerond zijn. Er zullen 55.000 plaatsen en een verschuifbaar dak zijn. Anno 2013 is er nog steeds niets gerenoveerd.

## EK interlands
| № | Datum        | Wedstrijd                     | Uitslag | Competitie             | Toeschouwers |
| - | ------------ | ----------------------------- | ------- | ---------------------- | ------------ |
| 1 | 16 juni 1976 | Tsjecho-Slowakije – Nederland | 3 – 1   | EK 1976 - Halve finale | 17.969       |
| 2 | 19 juni 1976 | Nederland – Joegoslavië       | 3 – 2   | EK 1976 Troostfinale   | 6.766        |

Stadion Aldo Drosina (NK Istra 1961) ·
Gradski Stadion (NK Slaven Belupo) ·
Stadion Rujevica (HNK Rijeka) ·
Stadion Kranjčevićeva (NK Lokomotiva Zagreb) ·
Maksimirstadion (GNK Dinamo Zagreb) ·
Opus Arena (NK Osijek) ·
Stadion Kranjčevićeva (NK Rudeš) ·
Poljudstadion (HNK Hajduk Split) ·
Gradski Stadion (HNK Gorica) ·
Varteksstadion (NK Varaždin)
Stadion BSK (BSK Bijelo Brdo) · 
Cibaliastadion (Cibalia Vinkovci) ·
Stadion Marijan Šuto Mrma (NK Croatia Zmijavci) ·
Stadion NŠC Stjepan Spajić (NK Dubrava) ·
Stadion Hrvatski vitezovi (NK Dugopolje) ·
Ivan Laljak-Ivićstadion (NK Jarun) ·
Stadion Krimeja (HNK Orijent) ·
Stadion sv. Josipa Radnika (NK Sesvete) ·
Stadion Hrvatski vitezovi (NK Solin) ·
Stadion Šubićevac (HNK Šibenik) ·
Stadion u Borovu naselju (HNK Vukovar 1991) ·
Stadion Gradski vrt (NK Zrinski Osječko 1664)